# El bosque del piano (película)
El bosque del piano (ピアノの森 Piano no mori?),  es una película de animación japonesa dirigida por Masayuki Kojima, inspirado en el manga homónimo, estrenada el 21 de julio de 2007 en Japón.

## Sinopsis
Shûhei Amamiya es un niño de buena familia cuyo sueño es de resultar un gran pianista, como su padre. Un día, se mudó de Tokio para ir a vivir algún tiempo con abuela enferma. Allí, conoce Kaï Ichinose, un joven chico salido de una familia pobre y se convierte en su amigo. En su clase, para ser respetado, hay que ir a tocar un piano abandonado en el bosque y que se dice que está roto. Kaï, que dice ser el dueño del piano, resulta ser el único que puede tocarlo y también tiene mucho talento. Este encuentro marca el inicio del aprendizaje del piano entre dos niños talentosos: uno hijo de buena familia, el otro, un niño muy pobre pero que tiene en común una pasión: el piano. Ambos preparan y participan en un concurso musical, que se muestra al final de esta película, cuya pieza obligatoria es la Sonata para piano n.° 8 de Wolfgang Amadeus Mozart.

## Ficha técnica
- Título internacional: Piano Forest[1]
- Título en español: El bosque del piano[1]
- Título original : Piano no mori (ピアノ森?) ()
- Director : Masayuki Kojima
- Guionista : Ryuta Hourai
- Director de animación : Shigeru Fugita
- Compositor : Keisuke Shinohara
- Animaciones adicionales : Shirogumi
- Duración : 101 minutos
- Salida : 
  -  Japón : 21 de juillet de 2007[2]
  -  Francia : 17 de juin de 2009[3]

## Elenco de voz
| Personajes      | Personajes      | Voces en japonés  | Voces en francés  |
| --------------- | --------------- | ----------------- | ----------------- |
| Kaï Ichinose    | Kaï Ichinose    | Aya Ueto          | Nathalie Bienaimé |
| Shûhei Amamiya  | Shûhei Amamiya  | Ryunosuke Kamiki  | Susan Sindberg    |
| Reiko Ichinose  | Reiko Ichinose  | Chizuru Ikewaki   | Marie Diot        |
| Sôsuke Ajino    | Sôsuke Ajino    | Hiroyuki Miyasako | Jochen Haegele    |
| Takako Maruyama | Takako Maruyama | Mayuko Fukuda     | Francoise Escobar |
| Namie Amamiya   | Namie Amamiya   | Atsuko Tanaka     | Isabelle Volpe    |
| Kinpira         | Kinpira         | Hiroyuki Amano    | François Creton   |

Otros actores de voz en japonés
- Kazuko Kurosawa, Rica Matsumoto, Hiroyuki Amano, Udo Suzuki, Junji Takada

## Premios y reconocimientos
La película fue nominada a la categoría de mejor película de animación en los Premios de la Academia Japonesa y también nominado  a la categoría de mejor largometraje en el Festival de Annecy en el año 2008.
Después de esta adaptación, se realizó otra adaptación del manga como una serie de 24 capítulos en 2018 a cargo del estudio Gaina y distribuida internacionalmente por Netflix.

## Énlaces externos
- Esta obra contiene una traducción  derivada de «Piano Forest» de Wikipedia en francés, publicada por sus editores bajo la Licencia de documentación libre de GNU y la Licencia Creative Commons Atribución-CompartirIgual 4.0 Internacional.
- Piano no mori (Piano Forest: The Perfect World of Kai) en FilmAffinity.
- Piano no mori en Internet Movie Database (en inglés).
- The Piano Forest (película) en la enciclopedia Anime News Network (en inglés)

- Datos: Q30302913